# مدینه ممت
مدینه ممت (اویغوری: مه‌دینه مه‌مه‌ت; چینی: 麦迪娜·买买提; پین‌یین: Maìdínà Maǐmaǐtí; زادهٔ ۱۰ سپتامبر ۱۹۸۷) بازیگر اویغور تبار اهل چین است که به خاطر ایفای نقش در مجموعه تلویزیونی چینی شاهزاده خانم جدید زیبای من (۲۰۱۱) به شهرت رسید. نقش قابل توجه او در مجموعه تلویزیونی یخ فانتزی (۲۰۱۶) بود.

## اوایل زندگی
مدینه ممت زادهٔ اورومچی، سین‌کیانگ، چین در ۱۰ سپتامبر ۱۹۸۷ است و کوچک‌ترین فرزند از میان پنج خواهر و برادر است. او زمانی که کودک بود، به رقصیدن علاقه داشت. در سال ۱۹۹۸، او در آکادمی هنر شنگ‌جی پکن پذیرفته شد و در سال ۲۰۰۳ فارغ‌التحصیل شد.